# George E. P. Box
George E. P. Box   (Gravesend, 18 d'octubre de 1919 - Madison, 28 de març de 2013) FRS, fou un estadístic que va fer importants contribucions en les àrees del control de qualitat, l'anàlisi de sèries temporals, el disseny d'experiments i la inferència bayesiana. Se l'ha anomenat "una de les més grans ments estadístiques del segle 20".

## Biografia
George Box va néixer a Gravesend, Kent, Anglaterra. Va entrar a la universitat on va començar a estudiar Química, però va ser cridat al servei militar abans d'acabar els estudis. Durant la Segona Guerra Mundial, va dur a terme per a l'exèrcit britànic experiments on s'exposaven petits animals a gassos verinosos. Per analitzar els resultats dels seus experiments, va haver d'aprendre Estadística partint dels textos disponibles a l'època.
Després de la guerra, es va matricular a University College de Londres i va obtenir la llicenciatura en Matemàtiques i Estadística. Es va doctorar a la Universitat de Londres el 1953. La seva tesi va ser dirigida per Egon Pearson.
De 1948 a 1956 va treballar com a estadístic a Imperial Chemical Industries (ICI). Mentre era a ICI es va prendre una llicència sabàtica per un any i va exercir com a professor visitant a la Universitat Estatal de Carolina del Nord a Raleigh (ara North Carolina State University). Més tard va anar a la Universitat de Princeton, on va ser Director del Grup de Recerca d'Estadística.
El 1960, Box es va traslladar a la universitat de Wisconsin a Madison per crear el Departament d'Estadística. El 1980 va ser nomenat “Vilas Professor d'Estadística” (el més alt honor concedit a qualsevol membre del claustre a la Universitat de Wisconsin).
Box i Bill Hunter varen fundar el "Center for Quality and Productivity Improvement" de la Universitat de Wisconsin-Madison el 1984. Box es va retirar oficialment el 1992, convertint-se en un professor emèrit.
Entre altres, va publicar llibres com ara "Statistics for Experimenters", “Time Series Analysis: Forecasting and Control " (4th ed., 2008, amb Gwilym Jenkins i Gregory C. Reinsel) i "Bayesian Inference in Statistical Analysis". (1973, amb George C. Tiao).
Box es va casar amb Joan Fisher, la segona de les cinc filles de Ronald Fisher. El 1978 Joan Fisher Box va publicar una biografia de Ronald Fisher.
Box va morir el 28 de març de 2013, als 93 anys.
Va escriure llibres com ara "Statistics for experimenters" (1978),"Time series analysis: Forecasting and control" (1979) i "Bayesian inference in statistical analysis". Actualment el seu nom està associat als models de Box–Jenkins i altres.
Va establir que "essencialment tots els models estan equivocats, però alguns són útils" en el seu llibre "Response surface methodology" amb Norman R. Draper.

## Guardons
Box va ser President de l'American Statistical Association el 1978 i de l'Institut d'Estadística Matemàtica el 1979. Va rebre la Medalla Shewhart de l'American Society for Quality Control el 1968, el premi Wilks Memorial de l'American Statistical Association el 1972, la R. A. Fisher Lectureship el 1974 i la Guy Medal d'or de la Royal Statistical Society el 1993. Va ser triat membre de l'American Academy of Arts and Sciences el 1974 i membre de la Royal Society (FRS) el 1985.
El seu nom s'associa amb models com els de Box-Jenkins, les transformacions de Box-Cox, els dissenys de Box-Behnken i molts altres.